# 348-ма піхотна дивізія (Третій Рейх)
348-ма піхотна дивізія (Третій Рейх) (нім. 348. Infanterie-Division) — піхотна дивізія Вермахту, що входила до складу німецьких сухопутних військ у роки Другої світової війни. Дивізія сформована у вересні 1942 року, виконувала окупаційні функції у Франції, обороняючи північні приморські області поблизу Кале і Дьєппа. Билась у Нормандії після початку вторгнення союзних військ до континентальної Європи. Розгромлена літом у північній Франції та Бельгії.

## Історія
348-ма піхотна дивізія сформована 14 вересня 1942 року в Штутгарті в XII військовому окрузі й невдовзі її підрозділи передислоковані на північ Франції в район Дьєппа і Кале, де вона продовжила процес формування за рахунок поповнення від III і XII військових округів. Під час висадки союзників у Дьєппі в серпні 1942 року дивізія все ще проходила навчання в глибинці і не брала безпосередньої участі в бойових діях на плацдармі.
Дивізія входила до складу сил резервних військ Вермахту в окупованій Франції, основні її сили протягом кількох років виконували завдання щодо оборони морського узбережжя північно-західної Франції поздовж протоки Ла-Манш. Спочатку головні зусилля зосереджувались на утриманні позицій Ельбеф-Лізьє-Орбек-Лув'є, надалі частини з'єднання виконували завдання з берегової оборони Дьєпп, Е, Ле-Трепор, О, Крієль-сюр-Мер, Кайо-сюр-Мер, Омаль і Анверме.
На початок вторгнення союзників до континентальної Франції 348-ма піхотна дивізія продовжувала обороняти визначені позиції Атлантичного валу. Але через те, що очікувана висадка морського десанту противника у смузі її відповідальності так і не сталася, у серпні 1944 року її перекинули на напрям наступу англо-американських військ. Вела оборонні бої поблизу Комп'єнь-Віллер-Котре, Сент-Етьєн, стримуючи наступ противника. Зазнала колосальних втрат і 29 вересня 1944 року була розформована.

## Райони бойових дій
- Франція (вересень 1942 — вересень 1944).

## Командування

### Командири
- генерал-лейтенант Карл Гюмбель (27 вересня 1942 — 5 лютого 1944)
- генерал-майор Пауль Зайффардт (5 лютого — 29 вересня 1944)

### Підпорядкованість
| Час      | Корпус         | Армія              | Група армій (округ)  | Штаб           |
| -------- | -------------- | ------------------ | -------------------- | -------------- |
| 1942     |                |                    |                      |                |
| вересень | формування     | формування         | XII військовий округ | Кайзерслаутерн |
| жовтень  | передислокація | передислокація     | Група армій «D»      | Дьєпп/ Кале    |
| листопад | LXXXI ак       | 15 А               | Група армій «D»      | Дьєпп/ Кале    |
| 1943     |                |                    |                      |                |
| січень   | LXXXI ак       | 15 А               | Група армій «D»      | Дьєпп/ Кале    |
| 1944     |                |                    |                      |                |
| січень   | LXXXI ак       | 15 А               | Група армій «D»      | Дьєпп/ Кале    |
| лютий    | LXVII ак       | 15 А               | Група армій «D»      | Дьєпп/ Кале    |
| травень  | LXVII ак       | 15 А               | Група армій «B»      | Дьєпп/ Кале    |
| серпень  | LVIII тк       | 5-та танкова армія | Група армій «B»      | Нормандія      |

### Склад
| 1944                                   |
| -------------------------------------- |
| 863-й фортечний піхотний полк          |
| 864-й фортечний піхотний полк          |
| 348-й артилерійський полк              |
| 348-й інженерний батальйон             |
| 344-й протитанковий дивізіон           |
| 348-й дивізійний батальйон зв'язку     |
| 348-ме дивізійне управління постачання |
| 348-й запасний батальйон               |